# Petatlán
Petatlán är en kommunhuvudort i Mexiko.   Den ligger i kommunen Petatlán och delstaten Guerrero, i den södra delen av landet, 300 km sydväst om huvudstaden Mexico City. Petatlán ligger 39 meter över havet och antalet invånare är 21 038.
Terrängen runt Petatlán är platt åt sydväst, men åt nordost är den kuperad.  Petatlán är det största samhället i trakten. Omgivningarna runt Petatlán är en mosaik av jordbruksmark och naturlig växtlighet.